# Norderney (Großefehn)
Norderney ist eine Wohnkolonie innerhalb der Ortschaft Strackholt in der ostfriesischen Gemeinde Großefehn.

## Lage
Norderney liegt nördlich vom strackholter Dorfkern und südwestlich vom Strackholter Ortsteil Höchte. Am Ortsrand von Norderney fließt der Meerkampenschloot in Ost-West-Richtung.

## Geschichte
Die erste urkundliche Erwähnung läuft auf das Jahr 1818 zurück. 1848 wohnten in der 1787 gegründeten Kolonie 30 Personen. Da der Boden den Dünen ähnelte, wurde die Kolonie Norderney genannt, wie die Nordseeinsel.